# Epiplema everetti
Epiplema everetti är en fjärilsart som beskrevs av Holloway 1976. Epiplema everetti ingår i släktet Epiplema och familjen Uraniidae. Inga underarter finns listade i Catalogue of Life.